# Allen Collins
Larkin Allen Collins Jr. (Jacksonville, Florida,  SAD, 19. lipnja 1952. – Jacksonville, Florida, 23. siječnja 1990.) bio je jedan od osnivača sastava Lynyrd Skynyrd, te gitarist i tekstopisac.

## Životopis
Collins je u svijet glazbe ušao s 11 godina kada je prvi put počeo svirati na gitari. Zbog loše materijalne situacije, glazbeno školovanje nije mogao priuštiti, tako da je morao učiti sam. S nepunih 13 godina pridružio se sastavu Lynyrd Skynyrd.
Tri dana nakon izlaska albuma Street Survivors, vraćajući se s koncerta iz Greenvillea, Južna Karolina, zrakoplov sastava srušio se zbog problema s gorivom u močvarama Gillsburga, Mississippi. U nesreći su poginuli Ronnie Van Zant, Steve Gaines i njegova sestra Cassie, a ostatak sastava (uključujući Collinsa) je preživio.
Karijeru je nastavio u Rossington Collins Bandu. Godine 1980. umire mu supruga, i njoj u spomen izdaju 1981. ploču This Is the Way.  Tada počinje silazna putanja njegovog života. Odao se alkoholu i drogi, izbivao je s mnogih koncerata, što je rezultiralo raspadom sastava Rossington Collins Band, 1982.
Collins i Wilkeson su nastavili rad 1983. kao Allen Collins Band, a Gary i Dale Rossington 1986. kao The Rossington Band. Oba su sastava kratko trajala, do ponovnog okupljanja Lynyrda Skynyrda 1987. Collins je 1986. doživio prometnu nesreću, u kojoj je život izgubila njegova djevojka, a on ostao paraliziran. Bio je uključen u početak rada nove postave Lynyrd Skynyrda, ali u svojstvu glazbenog direktora (zbog nemogućnosti sviranja). Na mnogim koncertima je prisutnima ukazivao na opasnosti vožnje pod utjecajem alkohola i droga. 
Umro je 23. siječnja 1990. od upale pluća, a kao posljedica komplikacija s paralizom. Pokopan je u Jacksonvilleu.

## Vanjske poveznice
- Stranice prve postave sastava Lynyrd Skynyrd  Arhivirana inačica izvorne stranice od 26. siječnja 2021. (Wayback Machine)
- Allen Collins tribute